# 代尔祖尔省冲突
在叙利亚代尔祖尔省发生的针对巴沙尔政府的抗议活动开始于2011年3月，在政府军於2011年7月在当地展开军事行动之后，示威活动演变成为大规模的武装冲突。

## 2011年7月至2012年5月的冲突
2011年7月31日，敘利亞政府向多个叙利亚城市派出政府军以试图在斋月之前平息抗议活动，这一系列的军事行动被反对派活动人士称为“斋月大屠杀”。这些城市中包括代尔祖尔。
截止2011年8月13日，反对派活动人士声称在代尔祖尔及其乡村地区至少有89人被杀。
8月17日，敘利亞政府下令政府军部分撤出当地，让一个由警察监督的记者团在当地展开活动。坦克和装甲车从市中心撤往外围的营地。
11月26日，在该市周边的激烈冲突中有10名政府军士兵被反政府武裝打死。也有报道称有多名反对派武装伤亡。
2012年1月4日，据称安全部队射杀了至少22人，据反对派活动组织报道，这些人大部分死于代尔祖尔省。
1月10日，当天至少有15名平民丧生。

### 停火期间的冲突
4月13日，叙利亚政府宣布在叙利亚全境停火，以遵守联合国安理会前秘书长科菲·安南的停火计划。但在此期间，代尔祖尔还是有零星冲突发生。
4月30日，反对派武装袭击了代尔祖尔市内的一处军事基地，导致12名政府军丧生。安全部队使用重机枪和迫击炮进行回击，至少导致1名平民丧生，并损毁了1处校舍。
5月19日，代尔祖尔市内发生一起汽车炸弹袭击事件，导致9人丧生。这起汽车炸弹袭击发生在一处军事情报机构的停车场内。
5月22日，据报道有两名抗议示威者在联合国观察员面前遭叙利亚警察射杀，而这些观察员很快离开了这一地区。此时，据报道在代尔祖尔省有很多城镇和村庄被反对派武装控制。

## 2012年至2014年

### 2012年6月
6月13日，数百名叙利亚政府军士兵在坦克的支援下袭击了代尔祖尔市，这一行动是对过去几周叙利亚自由军（FSA）多起袭击的回应。在FSA的一系列袭击中，FSA成功摧毁了多辆政府军坦克和装甲车，并打死多名政府军士兵。在执政的阿拉维派精英与逊尼派部落间的联盟解体之后，政府军的补给线不断拉长，这使得代尔祖尔省的大片地区落入反对派手中。
6月20日，叙利亚政府军猛烈炮轰了叙伊边境处于FSA掌控之下的城市阿布凯马勒。叙伊边境小镇al-Qaim的居民以及阿布凯马勒市内的活动人士报道称在24小时内政府军的炮轰力度不断加强，但是FSA依旧控制了该市以及附近一处重要的过境通道。
6月23日，FSA试图占领代尔祖尔机场，随后当地爆发了战斗。根据反对派武装的说法，40名军官，其中包括一名中尉携带武器投奔反对派阵营。
6月24日，政府军连续第二天炮轰代尔祖尔市的居民区，至少导致20人丧生。之后政府军撤退至代尔祖尔市市郊。
6月27日，在代尔祖尔市，10名政府军士兵丧生，另有15名政府军叛变。
6月28日，据报道反对派武装基本控制了代尔祖尔市，而政府军对该市进行炮击以试图迫使反对派武装撤出该市。人权观察组织声称政府军使用坦克和重炮进行袭击，导致超过100名居民丧生。据报道敘利亞政府还通知当地医院的医生不要救治伤员，对于那些拒绝这一要求的医院则使用迫击炮进行炮轰。来自叙利亚红新月会的人道主义救助人员遭到政府军袭击，导致一名工作人员丧生。
6月29日，根据阿拉伯叙利亚通讯社（SANA）报道，政府军摧毁了一辆反对派武装的武装皮卡并击毙了车上的所有反对派武装分子。
7月1日，在代尔祖尔市附近，5名反对派武装在安置简易爆炸装置時丧生。
7月4日，在该市4名政府军士兵被反对派武装打死。同一天，SANA报道称政府军摧毁了6輛反对派武装的汽车，打死了大量反对派武装分子。
7月7日，SANA报道称政府军在al-Sheik Yassin街区与一个反对派组织发生交火，反对派武装遭受严重损失。在被击毙的反对派武装分子中包括两名反对派指挥官。在冲突中政府军还摧毁了4辆反对派武装的武装皮卡。

### 2012年7月至8月FSA的攻势
到了7月19日，伊拉克副总理声称FSA已经控制了所有代尔祖尔省内的叙伊边境通道。根据他的说法，反对派武装在伊拉克军队面前处决了22名叙利亚政府军，还肢解了一名上校的尸体。
尽管之前伊拉克副总理声称FSA控制了所有过境通道，但是据報这四个过境通道中只有三个还开放，伊拉克政府已经关闭了其中一处过境通道。一名路透社记者在伊拉克Rabia过境通道证实该通道的叙利亚一侧依旧被叙利亚政府军控制，而伊拉克安全部队报道称在过境通道附近没有FSA活动的迹象。但是省内三个通往土耳其的过境通道已经被反对派武装控制。
7月21日，在政府军援兵到达叙伊边境两处过境通道之后，反对派武装只取得了对阿布凯马勒附近的一处过境通道的控制权。
英国《卫报》报道在代尔祖尔省有20个反对派武装组织和政府军正深陷一场漫长且血腥的僵局，而反对派声称已经控制了该省90%的地区。
基地组织在叙利亚的分支“努斯拉陣線”加强了在代尔祖尔省的活动，尽管各武装组织之间的关系依旧充满争吵，但努斯拉陣線有时也与FSA进行直接合作。
8月1日，FSA发表了一段视频，在视频中暗示他们已经夺取了位于迈亚丁的政府军指挥机构。8月3日，路透社报道称FSA已经成功夺取了迈亚丁附近的一处安全机构设施及其他建筑，并且在战斗中打死13名安全机构成员并俘获了3名情报官员。该地区的1名反对派指挥官告诉路透社，在迈亚丁附近只有一处军事哨卡和一处炮兵阵地还在叙利亚政府的控制之下。
8月7日，反对派武装袭击了一处油田，引发了一场激烈交火，战斗中有4名反对派武装和6至9名政府军丧生。最后反对派武装的袭击被政府军击退。8月9日，FSA发布了另一段声明，声明中声称FSA在当天夺取了迈亚丁的一处政府军设施。
8月9日，英国籍人道主义者Peter Clifford声称在代尔祖尔省的农村地区只剩下3处政府军哨卡还在政府军控制之下，并且这些哨卡正遭到反对派武装的进攻。
8月13日，FSA声称他们在代尔祖尔省击落了一架叙利亚空军的米格-23战机。不久之后一段关于该事件的视频在Youtube上被公布。叙利亚反对派和以色列广播电台的消息说飞机驾驶员被反对派武装俘获。这是政府军第一次损失战斗轰炸机。阿拉伯叙利亚通讯社（SANA）之后证实政府军损失了一架战机，但声称这架飞机并不是被击落的，而是遭遇了机械故障后被迫坠地，飞行员安全弹射。之后，反对派武装公布了另一段视频，显示据称被俘的飞行员是Fareer Mohammad Suleiman上校，他目前正被反对派武装关押。
8月14日，一名驻守在当地的反对派武装分子告诉美国公共电视网说：“代尔祖尔省的所有农村地区都已经在我们的控制之下，而在代尔祖尔市、迈亚丁市和阿布凯马勒市我们正与阿萨德的军队作战。”当天晚些时候，路透社报道称反对派武装至少控制了代尔祖尔市50%的地区，城内残存的政府军缺乏经验并且正被围困在市中心和该市北郊的政府军驻地。

### 2012年8月至2013年5月
8月22日，法新社报道称FSA夺取了阿布凯马勒的多个地区，其中包括一处情报机构办公室和多个军方的检查站。当天晚些时候，半岛电视台从伊拉克边境小镇Qaim报道称FSA的武装分子已经对Al Bukamal附近唯一一处还处于政府军控制之下的军事基地发动攻势。政府军使用这处基地对Al Bukamal发动炮击。此外，在代尔祖尔市，在该市郊外政府军只控制了三处基地。
9月1日，英国卫报报道称FSA攻占了阿布凯马勒的一处防空阵地。
9月4日，半岛电视台报道称FSA控制了代尔祖尔市的安全部门总部，并迫使政府军撤离他们位于该市郊外最后三处控制的基地中的一处。
9月5日，FSA宣称反对派武装在对阿布凯马勒附近的Hamadan军用机场进行持续三天的围困并且基地内部发生的一次叛乱之后控制了这处机场。 after a three day siege and an internal defection. 但是，之后反对派武装承认他们对这处机场的占领只是暂时的， 基地外的叙利亚政府军成功迫使反对派武装撤出基地，但也宣称该地区的叙利亚政府军只有数十人在反对派的进攻中幸存。 Hamdan机场是阿布凯马勒附近最后一处还有政府军驻扎的地方。
9月28日，一名反对派高级指挥官声称反对派武装撤出了代尔祖尔市的al-Qusour和al-Joura街区，之后这两处地方遭到政府军猛攻，并且政府军在当地草率处决了多人。他还声称代尔祖尔市的80%地区被FSA控制，只有一处军用机场和Mayadin地区的部分还在政府军控制之下。叙利亚政府军还发动了一场旨在夺回Rashidiya街区的行动。
11月4日，反对派武装在3天的战斗之后攻占了Al Ward油田。
11月15日，反对派武装在与政府军的激烈交战之后控制了阿布凯马勒的政府军指挥部。
11月16日，反对派武装攻占了Hamadan军用机场，该地是政府军在al-Boukamal最后的控制区。这处机场之前是一处用来运输农作物的基地，之后被政府军用作直升机基地。在阿布凯马勒沦陷之后，政府军在该省的军用机场只剩下了代尔祖尔基地，这也使得该地区成为反对派武装在叙利亚控制的最大一块地区。
但是，在Hamadan基地沦陷之后，12名反对派武装在政府军对阿布凯马勒郊外的一场炮击中丧生。
到了11月21日，反对派武装已经控制了省内3处重要油田中的两处，这两处油田被反对派武装用来提供燃料补给。反对派武装准备攻占剩下最后的一处油田，但是这处油田需要工程师进行运作。据报道反对派武装还在制定向北部库尔德人占主导的哈塞克省推进的计划。11月30日，SOHR报道称政府军放弃了代尔祖尔市东部的Omar油田，之后这处油田很快被反对派武装攻占。到目前为止，政府军只能控制代尔祖尔市西侧的5处较小的油田。
11月22日，在经过20天的围困之后，反对派武装占领了迈亚丁军事基地，基地内的政府军逃往了代尔祖尔军用机场。这一形势还迫使所有部署在省内靠近叙伊边境的政府军撤回代尔祖尔市。
12月3日，在代尔祖尔的Mouzafin和Joubaila区发生激烈交火，据报道反对派武装炮轰了临近地区的一处军用机场。
12月12日，援助组织“无国界医生”呼吁代尔祖尔市内的伤员和病患撤出这座持续被围困的城市。
2013年1月29日，反对派武装在与政府军交战之后控制了连接代尔祖尔和哈塞克两省、横快幼发拉底河的Siyasiyeh大桥及另一座较小的桥梁。SOHR主席拉米·阿卜杜勒·拉赫曼声称“Siyasiyeh大桥是该地区最为重要的桥梁，因为它连接了代尔祖尔和哈塞克。反对派夺取这座桥意味着政府军对哈塞克省的补给线路基本被切断。”他还声称：“反对派在代尔祖尔市的这些进展十分重要，因为这座具有战略地位的城市是通往富含石油和天然气资源地区的门户。如果反对派继续取得进展并控制代尔祖尔市内残余的政府军据点：“先驱者”军营和代尔祖尔军用机场，那么代尔祖尔将成为反对派武装控制的第一座大城市。”在代尔祖尔省内其他地方，活动人士声称反对派还在5天的激烈交火之后，在伊斯兰主义武装分子的帮助之下夺取了一处政府情报设施。SOHR声称反对派控制了多处政府设施，包括一处监狱，反对派武装从监狱中解救了至少11名反对派人士。叙利亚地方协调委员会报道称反对派武装缴获了1辆坦克和3辆装甲车。
2月22日，FSA武装分子从政府军手中夺取了位于Al Kibar的核能研究设施。这处设施在2007年遭到以色列空军空袭。
5月6日，FSA在代尔祖尔军用机场附近击落了一架叙利亚空军直升机，导致8名政府军丧生。

### 2013年6月哈特拉村屠杀
6月10日，来自代尔祖尔市东部哈特拉村的什叶派亲政府民兵成员袭击了村子附近的一处反对派武装阵地，打死了4名反对派武装。次日，作为报复，数千名反对派武装袭击并占领了哈特拉村，据SOHR报道，这些武装分子杀害了60名村民及民兵组织成员。反对派武装还在占领期间焚毁了多間民宅。在袭击中10名反对派武装丧生。150名什叶派村民逃往了临近的政府军控制之下的Jafra村。
6月14日，al-Sina’a街区在进行一场抗议活动时遭到政府军轰炸，没有关于人员伤亡的报告。在政府军援军抵达al-Jbeila街区之后，反对派武装与政府军在al-Jbeila和al-Rashdiya街区发生冲突。
6月22日，在代尔祖尔市Mashfa al-Qalb检查站，反对派武装与政府军发生冲突。在al-Mawt路口，1名反对派武装被政府军射杀。

### 2013年8月至12月
8月11日，反对派武装发动了一场新的攻势，试图夺取代尔祖尔全市。
8月13日，政府军试图攻占代尔祖尔市郊的Rashdin地区，当地随后爆发冲突。稍早之前，反对派武装袭击了该市的心脏医院，但没有关于人员伤亡的报告。在al-Jbeila、Hawiqa和Sina’a街区的冲突中有4名反对派武装丧生。
8月20日，代尔祖尔市西部的Hawiqa街区被反对派武装攻占，一同被攻占的还有位于该街区的当地阿拉伯复兴党总部。反对派武装声称在争夺Hawiqa街区的战斗中有160名政府军士兵和数十名反对派武装丧生。作为报复，政府军从位于Joura和Ghazi Ayyash区的阵地对反对派武装进行炮轰。FSA下属的Ahfad al-Rasul旅最近从卡塔尔获得了一批防空导弹，这批导弹在夺取Hawiqa的战斗中扮演了重要角色。
据反对派的消息，在同一天，政府军使用坦克和火箭炮攻擊Hawiqa的反对派武装，并在与之临近的Joura街区与反对派武装交战。
10月14日，SOHR报道称反对派武装夺取了代尔祖尔市的Resefa和Sina’a区，以及代尔祖尔军医院。
10月17日，代尔祖尔省叙利亚军事情报部门领导人Jemeh Jameh少将在代尔祖尔市被反对派武装暗杀。SOHR报道称Jameh是在Rashdiya区的一场战斗中被反对派武装的狙击手射杀的。
11月23日，反对派武装夺取了叙利亚最大的Al-Omar油田。这一油田的陷落意味着叙利亚政府将完全依靠进口石油来维持。
12月27日，反对派武装夺取了代尔祖尔军用机场附近的Al-Jafra镇大部分地区。
12月30日，叙利亚政府军在民兵组织“国防军”的支援下重新夺回了Al-Jafra镇。

## 2014年
2月3日，反对派武装在代尔祖尔市区取得进展，占领了Hamidiyah、Hawiqa和Al-Rashdiya街区大部分。
2月10日，反对派武装在“伊拉克和黎凡特伊斯兰国”（ISIS）撤出该市之后，夺取了ISIS位于该市的所有地盘。
2月11日，超过30个FSA旗下的战斗部队联合起来，组成了一个名为“代尔祖尔圣战者联盟”的组织。
3月27日，反对派武装炸毁了代尔祖尔市内al-Rasafa社区的一处建筑物，据報造成叙利亚政府军人员伤亡。